# Ашшер, Джеймс
Джеймс Ашшер, А́шер (англ. James Ussher, иногда Usher, лат. Usserius; 4 января 1581, Дублин — 21 марта 1656) — ирландский англиканский архиепископ, богослов, историк-библеист и коллекционер исторических документов, один из основоположников библейской хронологии.
Родился в Дублине, там же стал пастором и университетским профессором богословия. С 1621 — епископ Мита, а с 1625 — архиепископ Армагский и глава англиканской церкви Ирландии. На этом посту активно преследовал католиков. Во время восстания ирландских католиков 1641 года Ашшер был смещён и бежал в протестантский Лондон, с тех пор всецело отдав себя научно-богословской работе. В это время он создал себе имя выдающегося учёного своего времени.
Значение Ашшера в том, что он одним из первых попытался применить методы научной хронологии к библейской истории, сопоставляя данные Библии с данными других источников; с помощью этих методов, Ашшер высчитал даты всех упоминающихся в Библии событий до сотворения мира включительно. Там, где данные Библии носили исторический характер, датировки Ашера в общем соответствуют ныне принятым в науке или близки к ним (например дата основания Иерусалимского храма — 1012 г. до н. э. — лишь на 50 лет старше ныне принятой); но там, где Ашшер опирается на данные содержащиеся только в Библии, многие не воспринимают их всерьез. Это относится, разумеется, и к знаменитой дате сотворения мира — воскресенье, 23 октября 4004 г. до н. э. — служившей впоследствии неисчерпаемым поводом для иронии критиков, хотя при её расчёте Ашшер опирался на достаточно строгую методику (о ней см. ниже). При этом, Ашшер совершенно правильно указал на ошибку Дионисия Малого в вычислении Рождества Христова и отнёс это событие к 4 г до н. э. — последнему году царствования Ирода — мнение, разделяемое и современной наукой. Датировки Ашшера получили большую популярность, и английская Библия долгое время издавалась с примечаниями, основанными на его датировках; работы Ашшера продолжают переиздаваться и сегодня (The Annals of the World).
По распоряжению Оливера Кромвеля прах Ашшера похоронили в Вестминстерском аббатстве. В Тринити-колледже (Дублин) именем Ашшера названа одна из университетских библиотек , где хранятся книги по истории, языкознанию и философии.

## Методы Ашшера
Определить хронологию ранних времён (от Сотворения мира до эпохи Соломона) Ашшеру казалось делом наиболее лёгким, поскольку в Библии существуют «точные» хронологические указания: указаны годы жизни патриархов и т. п. сведения. Главная проблема виделась в том, что эти цифры различаются в двух версиях Библии — еврейской и Септуагинте, при чём различие даёт в сумме около 1500 лет; Ашшер принял «короткую» хронологию, основываясь на еврейской Библии.
Эпоха Израильского и Иудейского царств, от Соломона до разрушения Иерусалима Навуходоносором, представляла для Ашшера трудности из-за множества противоречий в источниках. Ашшер подошёл к вопросу с научной точки зрения, сопоставив библейские даты с датами правлений вавилонских и ассирийских царей, известными ему из других источников, главным образом из труда Птолемея. Значение внешних (по отношению к Библии) источников особо возросло для Ашшера для последней эпохи (от разрушения Иерусалима до рождества Христова), так как здесь Библия не содержит связных хронологических указаний. Так, указание в Библии, что смерть Навуходоносора II пришлась на 37-й год пленения иудейского царя Иехонии (4-я Царств, 25, 27)., коррелирует с датой смерти вавилонского царя, указанной в «Каноне Птолемея» (где он фигурирует как «Набоколассар») — 186 г. эры Набонассара, или 561 г. до н. э. — и таким образом даёт возможность высчитать год пленения Иехонии.
Используя эти методы, Ашшер пришёл к выводу, что сотворение мира произошло примерно за 4000 лет до Рождества Христова; а поскольку Рождество он отнёс к 4 г до н. э. — последнему году правления Ирода, то и датой сотворения он взял 4004 г.
Время года, на которое пришлось сотворение, было предметом значительных теологических споров. Многие теологи предполагали, что это произошло весной, когда начинался год у вавилонян и многих других древних народов. Другие, и вслед за ними Ашшер, полагали, что это произошло осенью, поскольку осенью начинается еврейский год. Из того, что седьмой день по сотворении был субботой (день отдыха), следовало, что сотворение началось в воскресенье. Соотнося это с началом еврейского года, Ашшер пришёл к выводу, что Сотворение произошло в воскресенье около осеннего равноденствия. С помощью астрономических таблиц (по всей видимости Кеплера) Ашшер заключил, что равноденствие пришлось на вторник 25 октября, то есть на день ранее того, как было создано само Солнце (в среду — Бытие, 1:16) (современные расчёты относят осеннее равноденствие 4004 до н. э. к воскресенью 23 октября). Из того же, что о первом дне сказано: «и был вечер, и было утро» — то есть вечер предшествовал утру — логично заключить, что первый акт творения пришёлся именно на вечер. В результате Ашшер счёл, что Сотворение началось вечером, предшествовавшим 23 октября, в год до Рождества Христова 4004, 710 юлианского периода Скалигера.

## Ключевые даты в хронологии Ашшера
- 4004 до н. э. — Сотворение мира
- 2348 до н. э. — Потоп
- 1921 до н. э. — Откровение Бога Аврааму
- 1491 до н. э. — Исход из Египта
- 1012 до н. э. — основание Иерусалимского храма
- 586 до н. э. — разрушение Первого храма и Вавилонское пленение
- 4 до н. э. — рождество Христово

## Ашшер — историк
В 1631 Ашшер опубликовал «Рассуждение о религии, исповедовавшейся ирландцами в древности» (Discourse on the Religion Anciently Professed by the Irish) — исследование по истории раннесредневековой ирландской церкви, где пытался доказать, что изначально религия ирландцев отличалась от учения Рима и была ближе современной ему протестантской церкви. Ашшер стал одним из протестантских историков, разработавших понятие о якобы независимой от Рима и близкой первоначальному христианству «кельтской церкви».
Хотя Ашшер лично был против изучения ирландского языка и воспрепятствовал проекту перевода на ирландский Библии, сам он хорошо им владел и прочёл в оригинале множество источников, собрав обширную библиотеку, общался и переписывался с историками-католиками. В 1639 году он выпустил обширный труд «Древности британских церквей» (Britannicarum ecclesiarum antiquitates), где собрал и систематизировал практически весь доступный ему материал. Эта работа не утратила своего значения и по сей день, в том числе и потому, что Ашшер пользовался некоторыми утраченными сегодня источниками.

## Труды
1. «Gravissimae quaestiones de christianis ecclesiis» (Лондон, 1613)
2. «Britannicarum ecclesiarum antiquitatis historiae» (Дублин, 1639)
3. «Annales Veteris et Novi Testamenti» (Лондон, 1650)
4. «Annales Mundi» (Лондон, 1658)
5. «Chronologia sacra» (Оксфорд, 1660)
6. «The power of the prince and obedience of the subjects stated» (Лондон, 1661)